# La Fiancée de papa
Pour les films ayant le même titre original, voir The Parent Trap.
Pour plus de détails, voir Fiche technique et Distribution.
La Fiancée de papa (The Parent Trap) est un film américain des studios Disney réalisé par David Swift et sorti en 1961, avec Hayley Mills dans les deux rôles principaux (des jumelles). Il s'agit de la deuxième adaptation de Deux pour une d'Erich Kästner.

## Synopsis
Sharon McKendrick et Susan Evers sont des jumelles de treize ans séparées quand elles étaient enfants à la suite du divorce de leurs parents. Susan est élevée par son père en Californie, Sharon avec sa mère et son grand-père à Boston. Elles se retrouvent dans un camp de vacances et décident d'échanger leurs places à la fin des vacances afin de réunir leurs parents. Il faut pour cela qu'elles se débarrassent de Vicky Robinson, bien décidée à épouser leur père par pur intérêt.

## Fiche technique
- Titre : La Fiancée de papa
- Titre original : The Parent Trap
- Réalisation : David Swift assisté d'Ivan Volkman
- Scénario : David Swift, d'après le roman Deux pour une (Das Doppelte Lottchen) d'Erich Kästner
- Photographie : Lucien Ballard
- Montage : Philip W. Anderson
- Direction artistique : Carroll Clark, Robert Clatworthy
- Décors : Hal Gausman et Emile Kuri
- Costumes : Bill Thomas (conception), Chuck Keehne, Gertrude Casey
- Musique :
  - Composition : Paul J. Smith
  - Orchestration : Franklyn Marks
  - Montage sonore : Evelyn Kennedy
  - Chansons : Richard M. Sherman et Robert B. Sherman (The Parent Trap, For Now, For Always, Let's Get Together, Whistling at the Boys instrumental)
  - Interprètes générique : Tommy Sands, Annette Funicello
- Effets spéciaux photographique : Ub Iwerks, Robert Broughton (non crédité)
- Techniciens du son : Robert O. Cook (superviseur), Dean Thomas (mixage)
- Consultant : Donald Da Gradi
- Coach dialogue : Leon Charles
- Producteur : George Golitzen (associé)
- Société de production : Walt Disney Productions
- Distribution : Buena Vista Distribution Company
- Pays d'origine : États-Unis
- Langue : anglais
- Format : Couleurs - 1,78:1 (1,85:1 étendu) - Son Mono (RCA Sound Recording)
- Durée : 129 minutes
- Dates de sortie : 
  - États-Unis : 12 juin 1961 ;
  - France : 6 avril 1962

Sauf mention contraire, les informations proviennent des sources suivantes : Leonard Maltin, John West et IMDb

## Distribution

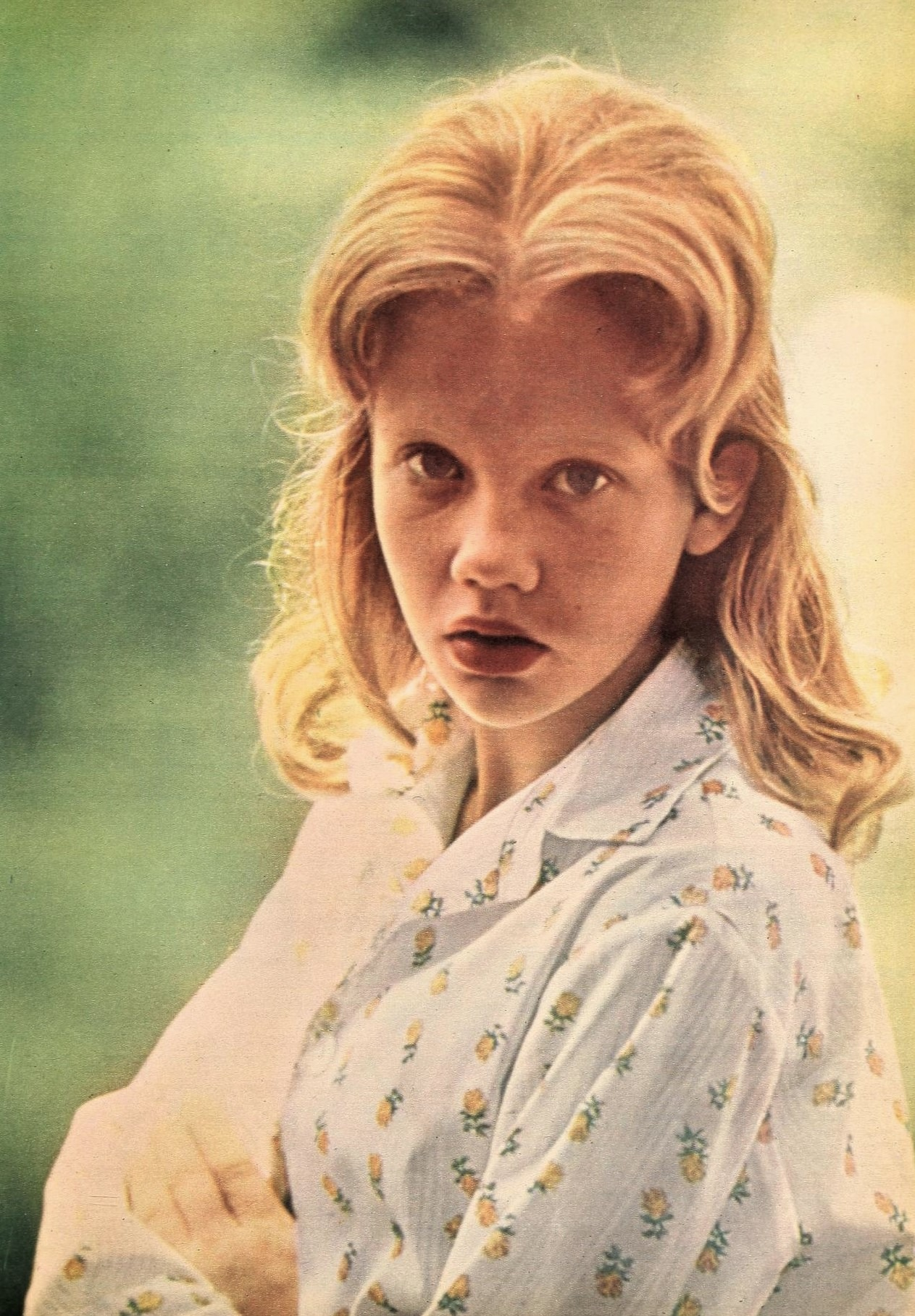
Hayley Mills en 1960.

- Hayley Mills : Sharon McKendrick / Susan Evers
- Maureen O'Hara : Margaret « Maggie » McKendrick
- Brian Keith : Mitch Evers
- Charles Ruggles : Charles McKendrick
- Una Merkel : Verbena/Fabienne
- Leo G. Carroll : Révérend Mosby
- Joanna Barnes : Vicky Robinson
- Cathleen Nesbitt : Louise McKendrick
- Ruth McDevitt : Miss Inch
- Crahan Denton : Hecky
- Linda Watkins : Edna Robinson
- Nancy Kulp : Miss Karen Grunecker
- Frank De Vol : Mr. Chuck Eaglewood
- John Mills : Le caddie de Mitch (non crédité[3])
- Lynette Winter : Ursala (non crédité[3])

Source : Leonard Maltin, Dave Smith, John West et IMDb

### Voix françaises
- Nadine Alari : Margaret « Maggie » McKendrick
- William Sabatier : Mitch Evers
- Jacques Berlioz : Charles McKendrick
- Denise Grey : Verbena/Fabienne
- Paule Emanuele : Vicky Robinson
- Henriette Marion : Miss Inch
- Claude Péran : Hecky
- Jacques Hilling : Mr. Eaglewood

## Sorties cinéma
Sauf mention contraire, les informations suivantes sont issues de l'Internet Movie Database.
- États-Unis : 12 juin 1961 (première), 21 juin 1961 (Sortie nationale)
- Espagne : 1er janvier 1962
- Japon : 28 mars 1962
- France : 6 avril 1962
- Danemark : 11 mai 1962
- Suède : 1er octobre 1962
- Allemagne de l'Ouest : 5 octobre 1962
- Finlande : 22 février 1963
- Mexique : 13 juin 1963
- Uruguay : 3 décembre 1964

## Origine et production

### Genèse et scénario
Durant la promotion du film en 1962, Walt Disney explique que lors d'un séjour à Munich il a été approché par un touriste qui lui tendit un petit livre et lui a conseillé de le lire. Le livre en question, comportant un autographe, était un roman allemand intitulé Deux pour une (Das doppelte Lottchen, 1949) d'Erich Kästner. Walt apprécie le livre et décide d'en faire un film bien que deux adaptations aient déjà été tournées : Petite Maman (Das doppelte Lottchen, 1950) un film allemand de Josef von Báky et Twice Upon a Time (1953), film britannique de Emeric Pressburger. Le département des scénarios n'est pas convaincu mais Walt est persuadé que l'histoire est parfaite pour Hayley Mills et lance le projet alors que les droits d'adaptation ne sont pas encore signés. Walt se rend auprès du scénariste et réalisateur David Swift qui finit le montage de Pollyanna (1960) et lui demande de prendre connaissance du petit livre de 30 pages pour qu'il entame l'adaptation. Après le succès de Pollyanna et la révélation d'Hayley Mills, le studio Disney confie à David Swift la charge de réitérer ce succès.
Avec le scénario de Deux pour une, le réalisateur part du principe que « ce qu'il y a de mieux qu'une Hayley Mills, c'est deux Hayley Mills. » Le concept est assez simple, deux jeunes filles identiques de treize ans découvrent dans un camp de colonie de vacances d'été qu'elles sont jumelles et décident d'inverser leurs rôles auprès de leurs parents divorcés. La majorité des scènes conçues par Swift ont été placées dans le film à part quelques canulars faits par les deux sœurs à leur père et sa fiancée dans la scène de camping à la fin du film. L'une de ses farces consiste à une partie de pêche durant laquelle Vicky la fiancée perd la canne à pêche favorite de Mitch à cause d'une bûche attachée au bout du fil par les filles. Une autre farce supprimée au montage est une scène où Vicky veut utiliser une douche de plein air mais dont le réservoir a été rempli de boue par les deux sœurs.

### Musique

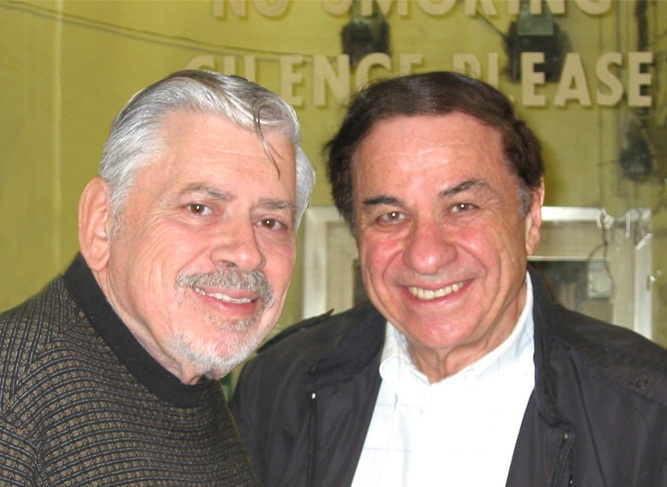
Les frères Sherman en 2002.

C'est l'une des premières participations des frères Sherman dans les films Disney. John West et Jimmy Johnson expliquent que les frères Sherman étaient venus pour présenter la musique du téléfilm The Horsemasters (1961) avec Annette Funicello, et que c'est à la suite d'une erreur qu'ils ont dû composer celles de La Fiancée de papa,. Comme le duo de compositeurs avait déjà composé pour la vedette de télévision Annette Funicello, Walt Disney souhaitait une chanson titre pour le téléfilm d'équitation tourné au Royaume-Uni, et le directeur du département musical Jimmy Johnson les proposa à Walt. Lors de l'entretien, Walt Disney commence par une description du scénario de La Fiancée de papa mais, selon John West, les frères lui répondent que le sujet de la réunion était de présenter la chanson pour le téléfilm avec Annette Funicello (selon Jimmy Johnson, c'est lui-même qui intervient). Confus, Disney écouta la chanson composée pour le The Horsemasters, qui fut prise, et à la fois pour s'excuser de sa méprise et du temps perdu à l'écouter raconter le scénario du film avec Hayley Mills, il leur propose de composer aussi les musiques de ce dernier,. Les frères Sherman ont écrit quatre chansons. À la fin de la présentation des deux premières chansons pour La Fiancée de papa, Walt Disney demande aux frères Sherman de composer également les chansons de Mary Poppins (1964).
La composition de la musique du film n'a pas été aussi facile, surtout en raison de la difficulté pour le studio de trouver un titre au film, titre souvent repris ou correspondant au thème principal. L'un des premiers titres a été We Belong Together rapidement recomposée par les Sherman en Let's Get Together, titre aussi refusé pour le film. Un jour, Walt Disney leur présente un poster pour le film intitulé Petticoats and Bluejeans ; le duo revient donc une semaine après avec une chanson avec ce nom, mais elle est refusée car le film avait encore changé de nom. Dépités, les frères Sherman décident de prendre le problème à l'envers et de partir du scénario peu importe son titre. Le film nécessitait une ballade romantique sur laquelle les parents s'étaient rencontrés, et qu'ils entendraient à nouveau au moment du film. Les Sherman prennent comme référence l'âge des jeunes filles, 14 ans en 1961 et y ajoutent les 9 mois de grossesse, ce qui fait donc un premier rendez-vous entre les parents vers 1945 ou 1946. Ils composent alors une chanson d'amour dans le style de 1946 intitulée For Now, For Always, mais elle aussi est refusée pour le thème principal. Walt Disney informe le duo que le titre définitif du film est The Parent Trap, un titre difficile à mettre en musique selon eux à cause des deux « t » qui se suivent à la fin de « parent » et au début de « trap » mais ils acceptent le défi.
Finalement, les frères Sherman ont écrit quatre chansons. Heureusement Walt Disney a apprécié toutes les chansons qui ont été intégrées au film. Petticoats and Bluejeans a été transformée en une musique instrumentale et renommée Whistling at the Boys. For Now, For Always a été interprétée par Maureen O'Hara et aussi en version instrumentale à plusieurs moments du film.

### Tournage

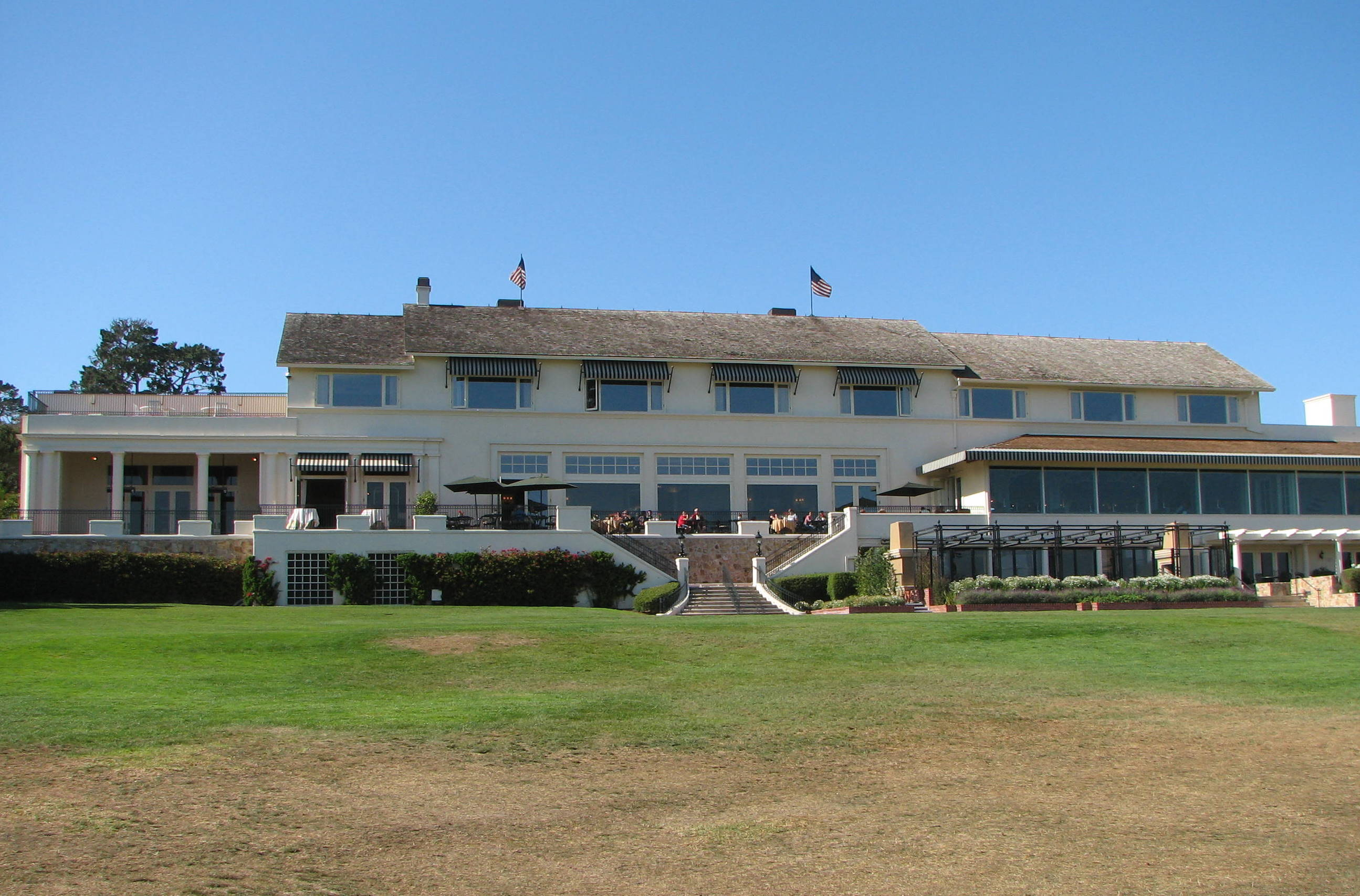
Restaurant du Golf de Pebble Beach Golf à Monterey.

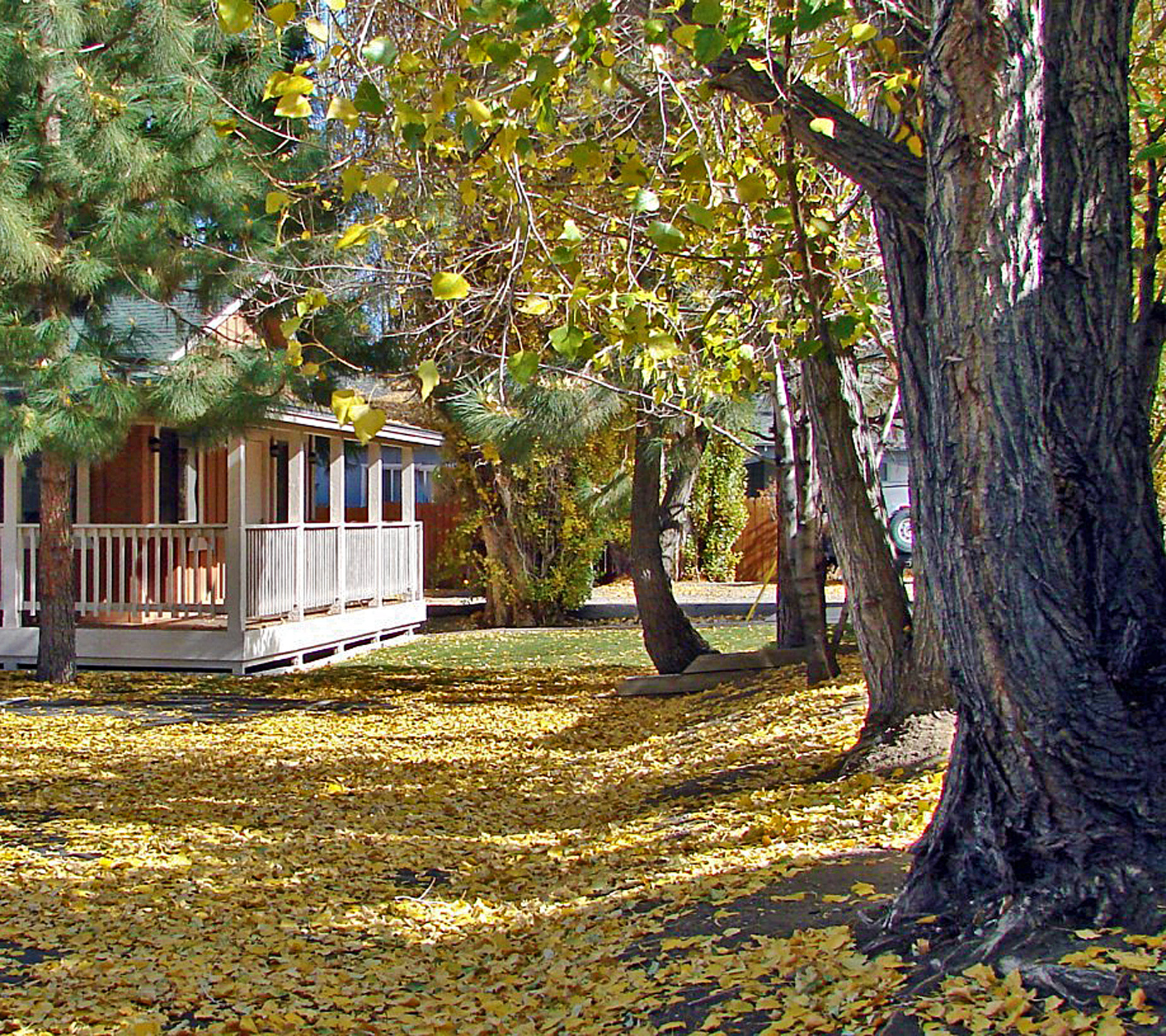
Feuilles mortes à Big Bear Lake, théâtre de la colonie de vacances.

La majeure partie du tournage a été réalisée en Californie bien qu'une seconde équipe a tourné quelques jours à Boston,. Parmi les lieux utilisés John West cite le ranch de 5 200 acres (2 104,3653384 ha) du millionnaire du chemin de fer Stuyvesant Fish, président d'Illinois Central Railroad, à Carmel-by-the-Sea mais aussi le Golf de Pebble Beach Golf à Monterey où l'équipe a attendu trois jours sous la pluie pour tourner une scène de 5 minutes,. Le camp de vacances pour jeunes filles du film est en réalité un ancien camp de la YMCA situé à Big Bear Lake et la production a fait appel aux scoutes des environs pour être figurantes. La scène de camping à la fin du film et le ranch du père ont été tournés au studio Disney de Disney's Golden Oak Ranch dans le Placerita Canyon, et utilise le lac artificiel pour figurer l'étang situé près du ranch de Keith. Pour la maison de Keith dans son ranch le directeur artistique Robert Clatworthy se souvient avoir prospecté pour une maison existante jusqu'à la décision de le faire construire par le studio. Pour l'intérieur du ranch, le décorateur Emile Kuri a obtenu une récompense nommée Golden Chair de la part de la California Interior Designers Association. Les Walt Disney Archives conservent des demandes pour obtenir les plans de la maison mais ce n'est que la juxtaposition de plans tournés dans différents décors construits en studio.
Pour réaliser le trucage des sœurs jumelles, le cameraman Lucien Ballard explique qu'il utilisait plusieurs techniques dont le fond bleu, la double exposition mais aussi une doublure qui ressemblait trait pour trait à Hayley Mills hormis la couleur de ses yeux d'où une abondance de scène tournées « par-dessus l'épaule » de l'actrice,. Il y a aussi le procédé à la vapeur de sodium. Mais plusieurs de ces scènes avec une doublure ont été refaites à la demande de Walt Disney afin d'utiliser des solutions plus techniques. Une autre technique était la séparation d'écran, les deux scènes étant jouées séparément puis collées au montage.  Robert Broughton, artiste des effets spéciaux photographiques, est crédité de façon posthume pour la composition cinématographie permettant de dédoubler Hayley Mills.
Le film comporte plusieurs courtes séquences d'animation dans le générique tel que des angelots voletant autour d'une phrase dans un cadre Bless Our (Broken) Home, « Bénit notre maison brisée » ou le « O » de Maureen O'Hara formant une larme. Le générique a été réalisé par T. Hee, Bill Justice et X Atencio.

## Sortie et accueil
Juste avant la sortie du film, l'émission Walt Disney Presents (sur ABC) du 11 juin 1961 est consacrée à la promotion du film avec un documentaire intitulé Title Makers. Ce documentaire révèle les coulisses du tournage et l'enregistrement de la chanson titre. Les critiques du film sont généralement bonnes. Le London Times reconnait en Hayley Mills une héritière de Mary Pickford, une enfant star.
Le film est assez populaire pour que le studio envisage d'en faire une suite pendant plusieurs années mais la décision ne fut prise que 20 ans plus tard et malgré la présence du scénariste et réalisateur original David Swift, le studio l'a pas contacté pour le second opus. La Fiancée de papa ressort en 1968 et sort en vidéo en 1984 et 1992. Le film a été diffusé dans l'émission The Wonderful World of Disney le 16 mars 1979 sur NBC.
Le projet de second film est devenu un téléfilm intitulé Papa épouse maman réalisé en 1986 par Walt Disney Television pour Disney Channel avec Hayley Mills en adulte. Cette production a été selon John West un désastre en raison du manque d'esprit et de créativité présent dans le premier film. Le studio a poussé la production de deux autres suites télévisuelles un peu mieux réussies selon West, avec des triplettes.

## Analyse
John West décrit le film comme « une très bonne comédie romantique, agréable grâce à l'inclusion d'un humour adulte presque sophistiqué ce qui le place au-dessus de la moyenne des comédies Disney. » Pour Leonard Maltin, le film La Fiancée de papa n'est pas un grand film mais avant tout un support pour le jeu d'acteurs remarquables tel que Hayley Mills, Charlie Ruggles, Leo Caroll ou Frank De Vol. Le film navigue régulièrement et difficilement entre le burlesque ou slapstick et l'humour subtil afin de contenter le public jeune et le public adulte. Les blagues parfois cruelles dans le camp de vacances ou à l'encontre de la fiancée du père contrastent avec la repartie de l'officiant au mariage ou du grand-père. Pour West, quelques gags n'arrivent pas à faire rire mais la distribution est excellente et surpasse des défauts avec Hayley Mills parfaite comme d'habitude, Maureen O'Hara joyeuse comme il se doit, Brian Keith confus de la même façon et les seconds rôles joués assez bien pour être mémorables à la fin du film. West ajoute que comme de nombreuses productions de Disney, une part du succès de La Fiancée de papa est liée à la musique composée ici par les frères Sherman. Selon Jimmy Johnson, La Fiancée de papa prouve que Walt Disney avait raison à propos d'Hayley Mills et que le résultat modeste de Pollyanna (1960) pouvait être dépassé. La Fiancée de papa reste l'un des plus gros succès financiers du studio jusqu'à la fin des années 1980.
La fin du film accuse quelques lenteurs surtout en comparaison avec le rythme dans le camp de vacances. Le principal élément du film reste le double jeu d'Hayley Mills rendu possible grâce à une illusion technique réussie. Mais pour Maltin le film pêche aussi par certains côtés techniques ainsi dans les scènes basiques, avec des effets spéciaux rudimentaires: ces derniers sont trop visibles alors qu'ils ne le sont pas dans des scènes plus complexes telle que la scène du pique-nique dans le parc de Boston. Mark Arnold note que le film Tête brûlée et pied tendre sorti en juillet 1978 permet de constater l'évolution des effets spéciaux depuis La Fiancée de papa si l'on compare les apparitions de Jim Dale jouant trois personnages interagissant à celles des jumelles jouées par Hayley Mills, se faisant souvent face.
John West indique que selon Emile Kuri le film est important d'un point de vue de la décoration car il préfigurerait le retour des styles hispanisant et western dans les décors intérieurs quelques années plus tard. Kuri explique que la première réaction du réalisateur David Swift en voyant les décors en courts d'installation fut que cela ressemble au décors de Zorro mais Kuri les a ensuite modifié. Kuri a par exemple ajouté des tapis à peluche blanc, éclairci les pierres sombres des murs, installé des chaises danoises et petits meubles suédois plus modernes.

## Adaptations et réutilisation
Le film a eu trois suites en téléfilms et un remake : 
- Papa épouse maman (The Parent Trap 2, téléfilm, 1986)
- Les Filles de papa (The Parent Trap 3, téléfilm, 1989)
- Lune de miel à Hawaï (The Parent Trap 4: Hawaiian Honeymoon, téléfilm, 1989)
- À nous quatre (remake, 1998)

La scène du camp de vacances a tellement plu au réalisateur David Swift qu'il s'en servit de base pour une série télévisée intitulée Camp Runamuck, diffusée en 1965-1966 sur NBC et avec Frank De Vol. De plus, le blason du Camp de vacances est porté par l'actrice Ann Jillian dans le téléfilm Sammy, the Way-Out Seal (1962) diffusé dans Walt Disney's Wonderful World of Color.